# 多治見駅前バスターミナル

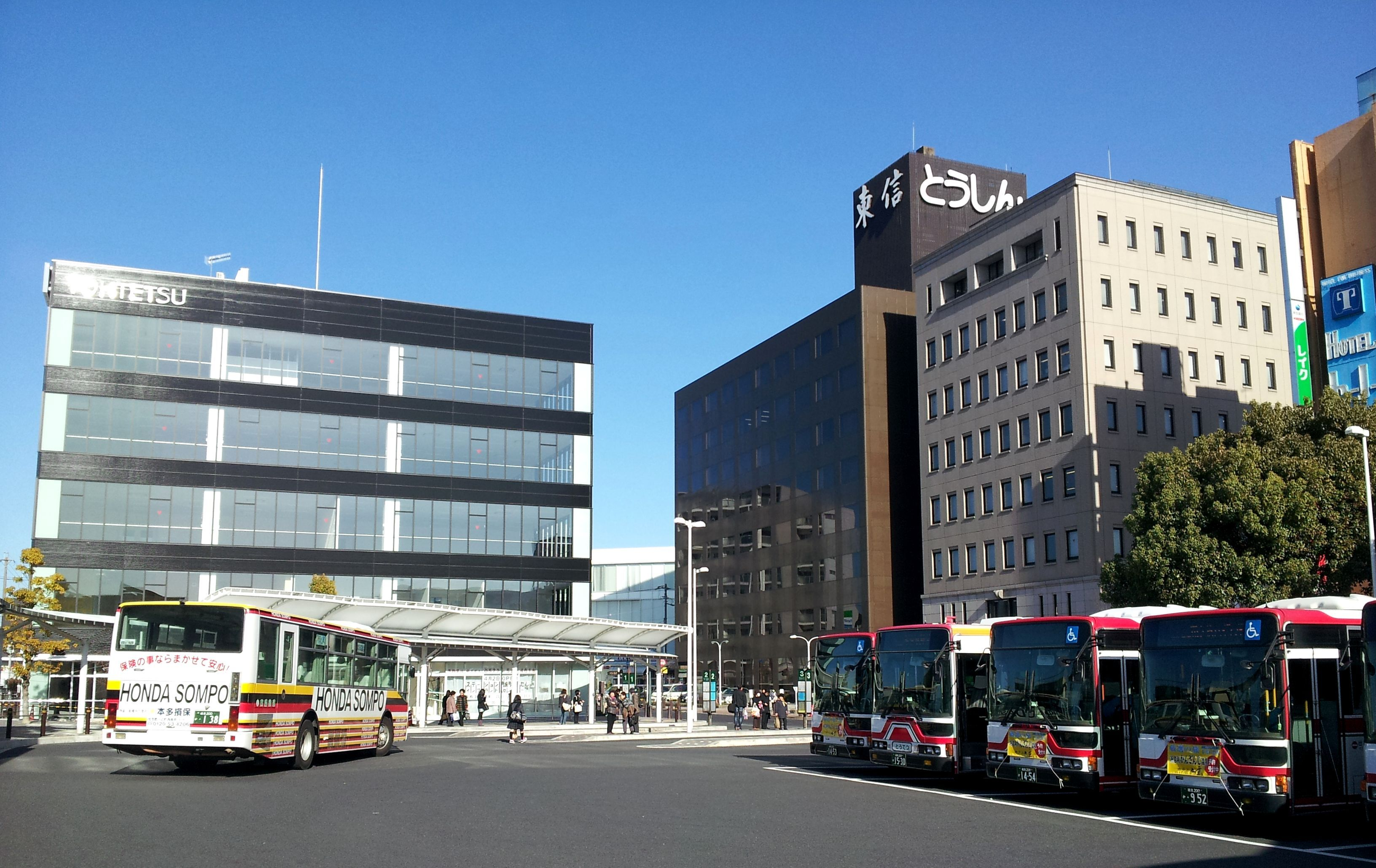
多治見駅前バスターミナル（南口）

多治見駅前バスターミナル（たじみえきまえバスターミナル）は、岐阜県多治見市のJR中央本線・太多線 多治見駅前にあるバスターミナルである。

## 概要
多治見駅前バスのりばともいう。バス停名としては、「多治見駅前」になる。
多治見駅には北口と南口の2ヶ所にバスのりばがある。通常、多治見駅前バスターミナルは南口側のことである。この記事では、北口に関しても記載する。
路線バスは東鉄バス。他にも多治見市のコミュニティバスのききょうバス、多治見市自主運行バス、高速バスの中央ライナー可児号・ドリーム可児号が発着する。

## 概況
南口には、路線バスの1〜4番のりば、ききょうバスのりば2ヶ所の計6ヶ所。北口には路線バスのりば1ヶ所と高速バスのりば、少し離れた場所にききょうバスのりばがある。
バスターミナルに隣接して、バス案内所がある。東鉄観光中央支店の入居する建物には、バス待合所がある。

## 多治見駅南口バスのりば

### 1番のりば
- 多治見西部線
  - ホワイトタウン南北循環　白鳳台・平安台　（県病院経由・京町一丁目経由）
  - ホワイトタウン(中央止め)　県病院経由
  - 下半田川　(県病院～ホワイトタウン経由・京町一丁目～ホワイトタウン経由　※一部、ホワイトタウン を経由しない便もある)

※ 愛知県瀬戸市に乗り入れている。東濃鉄道では唯一愛知県内を運行している路線である。

### 2番のりば
- 笠原線
  - 羽根
  - 東草口
  - 笠原車庫前
  - 梅平団地

### 3番のりば
- 土岐＝多治見線
  - 土岐市駅前

- 瑞浪＝東駄知＝多治見線
  - 下石貢（タウン滝呂センター経由）
  - 東駄知（タウン滝呂センター〜下石貢経由）
  - 堀越（下沢～下石貢～東駄知経由）
  - 瑞浪駅前（下沢〜下石貢〜東駄知経由）

- 妻木線
  - 妻木上郷（総合グランド口～下沢経由）
  - 妻木上郷（タウン滝呂センター経由）
  - 土岐紅陵高校（総合グランド口～下沢経由）
  - 土岐紅陵高校（タウン滝呂センター経由）

- 滝呂台線
  - 笠原車庫前（タウン滝呂センター経由）

- 学園都市線
  - 核融合科学研究所（タウン滝呂センター経由）
  - 核融合科学研究所（直行便）
  - 土岐プレミアム・アウトレット（タウン滝呂センター経由）

### 4番のりば
- 多治見＝イオンモール土岐線
  - 多治見サービスセンター（北高正門前経由 　※一部、北高正門前 を経由しない便もある ）
  - イオンモール土岐（北高正門前～多治見サービスセンター経由　※一部、北高正門前 を経由しない便もある）
  - イオンモール土岐（直行便）

### ききょうバス・多治見市自主運行バスのりば
- ききょうバス
  - 坂上ルート（市役所〜星ケ台口方面、多治見市民病院〜バロー多治見店方面（平和町5・土岐川観察館前〜多治見駅北口経由））
  - 前山ルート（広小路中央〜前山団地中央方面、多治見市民病院〜バロー多治見店方面）
  - オリベ観光ルート（広小路〜修道院〜セラミックパークMINO方面）

- 多治見市自主運行バス
  - 諏訪2（昭和体育館経由）
  - 諏訪2（市民病院経由）

## 多治見駅北口バスのりば

### 路線バスのリば
ききょうバス乗り場はタクシーロータリーと別の方向にある。
- 桜ヶ丘ハイツ線
  - 皐ヶ丘9丁目（光ヶ丘経由）
  - 皐ヶ丘9丁目（名鉄緑台～明和団地経由）
  - 桂ヶ丘1丁目（名鉄緑台～明和団地経由）
  - 可児車庫（名鉄緑台～明和団地経由）

- 小名田線
  - 小名田小滝
  - 小名田小滝（総合庁舎前経由）

- ききょうバス
  - 宝町ルート（総合福祉センター・太平公園〜ゲンキー多治見西店方面、ピアゴ多治見店〜バロー多治見店方面）
  - 坂上ルート（バロー多治見店方面行きのみ）

### 高速バスのりば
- 中央ライナー可児号（昼行便）・ドリーム可児号（夜行便）
  - JRバス関東・東濃鉄道（東京駅 - バスタ新宿（新宿駅新南口） - 多治見駅・可児車庫）